# Conocimiento procedimental
El conocimiento procedimental (también conocido como know how y a veces denominado conocimiento práctico, conocimiento imperativo o conocimiento performativo) es el conocimiento ejercido en la realización de alguna tarea. A diferencia del conocimiento descriptivo (también conocido como "conocimiento declarativo" o "conocimiento proposicional" o "saber que"), que implica el conocimiento de hechos o proposiciones específicas (por ejemplo, "sé que la nieve es blanca"), el conocimiento procedimental implica la capacidad de hacer algo (por ejemplo, "sé cómo cambiar una rueda pinchada"). No es necesario que una persona sea capaz de articular verbalmente su conocimiento procedimental para que cuente como tal, ya que el conocimiento procedimental sólo requiere saber cómo realizar correctamente una acción o ejercer una habilidad.
En psicología cognitiva, el conocimiento procedimental es una de las dos maneras en que se almacena la información en la memoria a largo plazo. El conocimiento procedimental es el conocimiento relacionado con cosas que sabemos hacer pero no conscientemente, como por ejemplo montar en bicicleta o hablar nuestro idioma. Lo procedimental se adquiere gradualmente a través de la práctica y está relacionado con el aprendizaje de las destrezas.